# 左心室
左心室（さしんしつ、英語: Left ventricle）とは心臓の4つの部屋のひとつ。左心房から受けた動脈血を周りの壁の収縮により大動脈に送り循環させる。
正常であれば、血流は左心房→左心室→大動脈の経路をとおり体循環となる。
先天性心疾患の中には、右心室があるべき部位に左心室の構造があったり、逆に左心室があるべき部位に右心室の構造があったりすることがある。この場合、構造が左心室であるものを解剖学的左心室、左心室の部位にある心室を構造的左心室と呼ぶ。